# Liste der Naturdenkmale in Gommersheim
Die Liste der Naturdenkmale in Gommersheim nennt die im Gemeindegebiet von Gommersheim ausgewiesenen Naturdenkmale (Stand 23. Mai 2024).

## Ehemalige Naturdenkmale
| Nr. | Bezeichnung                  | Lage                                        | Beschreibung                                                                                      | Bild            |
| --- | ---------------------------- | ------------------------------------------- | ------------------------------------------------------------------------------------------------- | --------------- |
|     | Baumgruppe am Kindelsbrunnen | östlich des Ortes am Kindelsbrunnerhof Lage | Betula sp., neun Bäume, Pinus sp. und Quercus sp., je ein Baum; Rechtsverordnung 1988 aufgehoben, | Fotos hochladen |